# Ellimenistes
Ellimenistes är ett släkte av skalbaggar. Ellimenistes ingår i familjen vivlar.

## Dottertaxa tillEllimenistes, i alfabetisk ordning[1]
- Ellimenistes albidus
- Ellimenistes amoenus
- Ellimenistes bellus
- Ellimenistes bidentatus
- Ellimenistes callosicollis
- Ellimenistes clitellarius
- Ellimenistes constrictus
- Ellimenistes cornutus
- Ellimenistes costicollis
- Ellimenistes cyclops
- Ellimenistes dorsatus
- Ellimenistes echinatus
- Ellimenistes fissirostris
- Ellimenistes horridus
- Ellimenistes laesicollis
- Ellimenistes mysticus
- Ellimenistes ostentatus
- Ellimenistes pilifer
- Ellimenistes pulvinaticollis
- Ellimenistes rusticus
- Ellimenistes seriehispidus
- Ellimenistes setulosus
- Ellimenistes squamifer
- Ellimenistes trivialis
- Ellimenistes tumens
- Ellimenistes tumidiceps
- Ellimenistes vecors
- Ellimenistes virens
- Ellimenistes viridanus